# 艾丽斯·威廉斯 (1994年)
艾丽斯·威廉斯（英語：Alys Williams，1994年5月28日—），美国女子水球运动员。她曾代表美国国家队参加2020年夏季奥林匹克运动会女子水球比赛，结果队伍获得一枚金牌。